# O Corgo
O Corgo ist eine spanische Gemeinde (Concello) mit 3.370 Einwohnern (Stand: 2024) in der Provinz Lugo der Autonomen Gemeinschaft Galicien.

## Geografie
O Corgo liegt im Zentrum der Provinz Lugo ca. 12 Kilometer südöstlich der Provinzhauptstadt Lugo.
Umgeben wird O Corgo von den sechs Nachbargemeinden:
| Lugo     |                                             | Castroverde |
| Guntín   | Kompassrose, die auf Nachbargemeinden zeigt | Baralla     |
| O Páramo |                                             | Láncara     |

Der Río Miño bildet abschnittsweise die natürliche Grenze zur Nachbargemeinde Lugo. Seine Zuflüsse, die das Gemeindegebiet bewässern, sind Chamoso, Tordea, Neira, Maceira, Mazandan, Romeán, Amoa und Outeiro. Die Landschaft der Gemeinde ist von hügeliger Natur. Die höchsten Erhebungen sind: Pena de Cruz (783 m), Pena Aguda (722 m), Castro de Croa (651 m), Canteira de Vidueiro (624 m), Pena de Ladrón (502 m), Agra do Outeiro (451 m) und Penas de Canón (431 m).

## Klima
|                        | Jan | Feb | Mär  | Apr  | Mai  | Jun  | Jul  | Aug  | Sep  | Okt  | Nov  | Dez |   |      |
| Mittl. Temperatur (°C) | 5,5 | 5,6 | 7,8  | 9,6  | 12,5 | 16,1 | 17,9 | 18,2 | 16,4 | 12,9 | 8,1  | 6   | ⌀ | 11,4 |
| Mittl. Tagesmax. (°C)  | 9,2 | 10  | 12,6 | 14,4 | 17,3 | 21,2 | 23,2 | 23,8 | 21,9 | 17,5 | 11,8 | 9,9 | ⌀ | 16,1 |
| Mittl. Tagesmin. (°C)  | 2,1 | 1,6 | 3,4  | 5,1  | 7,8  | 11,3 | 13,1 | 13,3 | 11,5 | 8,7  | 4,9  | 2,6 | ⌀ | 7,1  |
|                        |     |     |      |      |      |      |      |      |      |      |      |     |   |      |
| Niederschlag (mm)      | 114 | 87  | 87   | 96   | 79   | 52   | 30   | 37   | 59   | 116  | 125  | 117 | Σ | 999  |
|                        |     |     |      |      |      |      |      |      |      |      |      |     |   |      |
| Sonnenstunden (h/d)    | 3,7 | 4,6 | 5,9  | 6,6  | 7,4  | 7,9  | 7,8  | 7,8  | 7,4  | 6,1  | 4,1  | 4,0 | ⌀ | 6,1  |
|                        |     |     |      |      |      |      |      |      |      |      |      |     |   |      |
| Regentage (d)          | 10  | 8   | 8    | 10   | 10   | 6    | 5    | 5    | 7    | 9    | 11   | 10  | Σ | 99   |
|                        |     |     |      |      |      |      |      |      |      |      |      |     |   |      |
| Luftfeuchtigkeit (%)   | 86  | 83  | 79   | 79   | 78   | 76   | 73   | 72   | 73   | 80   | 85   | 84  | ⌀ | 79   |

| 2,1 |

| 1,6 |

| 3,4 |

| 5,1 |

| 7,8 |

| 11,3 |

| 13,1 |

| 13,3 |

| 11,5 |

| 8,7 |

| 4,9 |

| 2,6 |

| 2,1 |

| 1,6 |

| 3,4 |

| 5,1 |

| 7,8 |

| 11,3 |

| 13,1 |

| 13,3 |

| 11,5 |

| 8,7 |

| 4,9 |

| 2,6 |

Das Klima zeichnet sich durch mäßig warme Sommer und relativ milde Winter aus. Luftfeuchtigkeit, Niederschlagsmengen und Anzahl der Regentage pro Monat nehmen in den Sommermonaten Juni bis September deutlich ab.

## Bevölkerungsentwicklung der Gemeinde
Legende: Corgo___O Corgo

Quelle: INE-Archiv – grafische Aufarbeitung für Wikipedia
Nach einem Anwachsen der Gemeindegröße mit einem Höhepunkt im Betrachtungszeitraum um 1950 mit über 8500 Einwohnern sank die Zahl der Bevölkerung stetig bis unter 3500. Zwischen 1960 und 1970 schrumpfte die Gemeindegröße allein um ca. 25 %.
| Männer | Alterstufe | Frauen |
| ------ | ---------- | ------ |
| 1      | 100+       | 2      |
| 6      | 95–99      | 15     |
| 36     | 90–94      | 73     |
| 73     | 85–89      | 113    |
| 87     | 80–84      | 119    |
| 107    | 75–79      | 118    |
| 145    | 70–74      | 137    |
| 159    | 65–69      | 141    |
| 171    | 60–64      | 134    |
| 147    | 55–59      | 139    |
| 130    | 50–54      | 83     |
| 131    | 45–49      | 121    |
| 111    | 40–44      | 95     |
| 95     | 35–39      | 88     |
| 80     | 30–34      | 70     |
| 71     | 25–29      | 55     |
| 46     | 20–24      | 43     |
| 39     | 15–19      | 36     |
| 46     | 10–14      | 32     |
| 42     | 5–9        | 33     |
| 43     | 0–4        | 27     |

Am 1. Januar 2021 waren ca. 53 % der Bevölkerung (57 % der Männer, 50 % der Frauen) im erwerbsfähigen Alter (20–64), während dieser Wert für ganz Spanien ca. 61 % betrug.
Die Überalterung der Bevölkerung der Gemeinde zeigt folgende Tabelle, bei der das Verhältnis von Gruppen von älteren Personen mit Gruppen von Personen der jüngeren Generation verglichen wird:
| Alter | Anzahl Personen | Alter | Anzahl Personen | Provinz | Galicien | Spanien |
| ----- | --------------- | ----- | --------------- | ------- | -------- | ------- |
| 60–64 | 100             | 20–24 | 29              | 49      | 58       | 79      |
| 55–59 | 100             | 15–19 | 26              | 45      | 57       | 71      |
| 50–54 | 100             | 10–14 | 37              | 47      | 56       | 68      |

## Gemeindegliederung
Die Gemeinde O Corgo ist in 38 Parroquias gegliedert:
| Parroquias                  | Patrozinium          | Einwohner 2024 | Fläche km² | Dichte Einw./km² | Höhe msnm | Ortskennzahl |
| --------------------------- | -------------------- | -------------- | ---------- | ---------------- | --------- | ------------ |
| Abragán                     | San Bartolomeu       | 49             | 2,62       | 19               | 391       | 27014010000  |
| Adai                        | Santiago             | 67             | 3,87       | 17               | 474       | 27014020000  |
| O Alto                      | Santalla             | 106            | 4,19       | 25               | 515       | 27014030000  |
| Anseán                      | Santa Catarina       | 68             | 7,15       | 10               | 405       | 27014040000  |
| Arxemil                     | San Pedro            | 79             | 3,31       | 24               | 451       | 27014050000  |
| Bergazo                     | San Fiz              | 63             | 2,06       | 31               | 454       | 27014060000  |
| Cabreiros                   | Santa Mariña         | 140            | 2,13       | 66               | 478       | 27014070000  |
| Campelo                     | San Xulián           | 76             | 3,80       | 20               | 469       | 27014080000  |
| Camposo                     | Santiago             | 36             | 2,78       | 13               | 399       | 27014090000  |
| Castrillón                  | San Salvador         | 64             | 2,99       | 21               | 458       | 27014100000  |
| Cela                        | San Xoán             | 92             | 3,55       | 26               | 363       | 27014110000  |
| Cerceda                     | San Pedro            | 73             | 5,23       | 14               | 359       | 27014120000  |
| O Corgo                     | San Xoán             | 191            | 9,58       | 20               | 439       | 27014130000  |
| Chamoso                     | San Cristovo         | 162            | 4,28       | 38               | 406       | 27014160000  |
| Escoureda                   | Santa María          | 95             | 2,55       | 37               | 380       | 27014170000  |
| Farnadeiros                 | San Pedro            | 110            | 4,36       | 25               | 455       | 27014190000  |
| Folgosa                     | San Martiño          | 92             | 5,69       | 16               | 532       | 27014210000  |
| Fonteita                    | Santiago             | 154            | 6,37       | 24               | 462       | 27014220000  |
| Franqueán                   | Santa María          | 80             | 6,06       | 13               | 451       | 27014230000  |
| Gomeán                      | Santiago             | 188            | 5,77       | 33               | 441       | 27014240000  |
| Lapío                       | San Miguel           | 63             | 2,43       | 26               | 412       | 27014250000  |
| Laxosa                      | Santiago             | 329            | 2,89       | 114              | 450       | 27014260000  |
| Maceda                      | San Pedro            | 37             | 2,32       | 16               | 391       | 27014270000  |
| Marei                       | Santa María          | 160            | 7,01       | 23               | 417       | 27014300000  |
| Paradela                    | San Fiz              | 163            | 5,79       | 28               | 421       | 27014310000  |
| Pedrafita                   | San Miguel           | 46             | 3,50       | 13               | 455       | 27014320000  |
| Piñeiro                     | Santa María          | 68             | 2,94       | 23               | 479       | 27014330000  |
| Queizán                     | Santa María          | 55             | 6,92       | 8                | 474       | 27014340000  |
| Quinte                      | Santalla             | 62             | 2,22       | 28               | 410       | 27014350000  |
| Sabarei                     | Santa María Madanela | 52             | 3,27       | 16               | 412       | 27014360000  |
| San Bartolomeu de Chamoso   | San Bartolomeu       | 22             | 3,04       | 7                | 423       | 27014150000  |
| San Cosme de Manán          | San Cosme            | 58             | 2,80       | 21               | 430       | 27014280000  |
| Santa María de Manán        | Santa María Madanela | 26             | 0,86       | 30               | 451       | 27014290000  |
| Santo André de Chamoso      | Santo André          | 76             | 4,40       | 17               | 428       | 27014140000  |
| Santo Estevo de Farnadeiros | Santo Estevo         | 47             | 6,96       | 7                | 0         | 27014180000  |
| Santo Estevo de Folgosa     | Santo Estevo         | 55             | 4,73       | 12               | 0         | 27014200000  |
| Segovia                     | San Xoán             | 56             | 3,88       | 14               | 459       | 27014370000  |
| Vilachá                     | San Xiao             | 36             | 3,02       | 12               | 476       | 27014380000  |

Der Sitz der Gemeinde befindet sich in der Parroquia O Corgo.

## Geschichte
Die Via XIX war eine römische Straße aus der Zeit des Augustus, die in der Reiseroute von Antoninus beschrieben wurde und die Städte Bracara Augusta (Braga), Ponte da Lima, Tui, Turoqua (Pontevedra), Aquis Celenis (Caldas de Reyes), Lucus Augusti (Lugo) und Asturica Augusta (Astorga) verband.

## Sehenswürdigkeiten

### Profanbauwerke
| Name                                 | Bemerkungen | Bilder |
| ------------------------------------ | --- | ------ |
| Herrenhaus in Cabreiros              | Es liegt im Dorf Santa Mariña zwischen neueren Gebäuden und üppiger Vegetation. Es ist in einem halb ruinösen Zustand erhalten und derzeit unbewohnt. Der massive Bau weist einen rechteckigen Grundriss auf, nur in der Rückfassade durchbrochen von einem breiten Wintergarten. |        |
| Herrenhaus in San Esteban de Folgosa | Es befindet sich im Dorf Piñeiro. Über seinem großen Eingangstor erhebt sich ein monumentales Wappen. Die Hauptfassade zeigt zur Straßenseite, auf der Rückseite befindet sich ein Gemüsegarten. Der Rest des Gebäudes ist ziemlich vernachlässigt, er wird zurzeit als ländlicher Wohnbau genutzt.                                                                                              |        |
| Herrenhaus in O Corgo                | Es liegt in der Parroquia O Corgo unweit der Nationalstraße. Seine Fassade mit einer breiten Tür mit Sturz und drei großen Bögen mit Steinbalkonen auf der ersten Etage wird von einem Giebel mit dem Wappen des Hauses gekrönt. Auf der rechten Seite ist ein weiteres Wappen an der Hauswand zu sehen.                                                                                         |        |
| Brücke Galiñeiros                    | Sie überspannt den Fluss Chamoso in der Parroquia Arxemil. Das Bauwerk ist möglicherweise römischen Ursprungs und Teil der Via XIX, aus Stein und einem einzigen Halbkreisbogen gebaut. Die heute zu sehenden Schweller aus dem 20. Jahrhundert sind aus Beton. |        |
| Brücke über den Neira                | In der Parroquia Cela befindet sich ein schönes Naherholungsgebiet, das von der mittelalterlichen Granitquaderbrücke beherrscht wird, die mit vier Halbkreisbögen den Fluss Neira auf der alten Straße zwischen Portomarín und Lugo überquert. Das ursprüngliche Erscheinungsbild wurde durch den Bau von Konsolen und Geländern leicht verändert, um es für die Fahrzeugnutzung zu verbreitern. |        |

### Sakralbauwerke
| Name                             | Bemerkungen | Bilder |
| -------------------------------- | --- | ------ |
| Kirche Santa Mariña de Cabreiros | Kleine romanische Kirche auf einem Steinhügel. Der Hauptaltar ist barock. In der Nähe der Kirche wurden mehrere Grabstätten gefunden. |        |
| Kirche Santiago de Fonteita      | Es handelt sich um eine romanische Pfarrkirche aus dem 13. Jahrhundert mit rechteckiger und halbrunder Apsis, in der vorderen Hälfte renoviert. In der Apsis befinden sich Gemälde, die vermutlich aus dem 18. Jahrhundert stammen und unter einer Kalkschicht verdeckt waren.                                               |        |
| Kirche Santa María de Franqueán  | Sie ist Maria, der Mutter Jesu gewidmet und im Jahre 1178 eingeweiht. Trotz späterer Umbauten hat sie ihre Fassade aus dem 12. Jahrhundert erhalten. Das Eingangsportal ist im romanischen Stil gehalten ebenso wie das darüberliegende Fenster mit einer Archivolte und Säulen. Ein früherer Seiteneingang ist zugemauert.  |        |
| Kirche Santiago de Gomeán        | Die romanische Kirche beherbergt eine romanische Jungfrau aus dem 13. Jahrhundert. |        |
| Kirche Santiago de Camposo       | Schlichte romanische Steinquaderkirche mit unterer halbrunder Apsis. Im Inneren ist ein barockes Altarbild aus der Zeit um das 18. Jahrhundert zu sehen. Draußen ist der Friedhof mit einer ungewöhnlichen Grabstätte, die mit einer Steinhaube gekrönt ist.                                                                 |        |
| Kirche Salvador de Castrillón    | Romanische Kirche aus dem 13. Jahrhundert mit einem Satteldach und 14 Kragsteinen auf jeder Seite. Sie wurde auf einem Castro errichtet und von einer kreisförmigen Steinmauer umgeben. |        |
| Kirche San Xoán de Cela          | Sie war einst im romanischen Stil erbaut, ihr Hauptaltar ist barock. |        |
| Kirche Santalla de Quinte        | Sie ist romanische Kirche mit Satteldach. Der Südeingang besitzt einen Sturz, der mit fünf Dreiecken und Zeichnungen von Kreuzen, Kreisen und Keilsteinen verziert ist. Das Gebäude wurde 1983 von den Einheimischen restauriert, wobei ein Gemälde aus dem 16. Jahrhundert und ein christlicher Grabstein aufgetaucht sind. |        |
| Kirche San Miguel de Lapio       | Von der alten romanischen Kirche ist nur noch ein Triumphbogen in dem Langhaus mit Kapelle und Sakristei an der Nordseite erhalten. Sie birgt eine Madonna aus dem 16. oder 17. Jahrhundert. |        |
| Kirche Santiago de Adai          | Sie wurde 1890 erbaut und ist ein Beispiel einer modernen Kirche. Das Gebäude hat einen Grundriss in Form eines lateinischen Kreuzes. Die Kanzel im Inneren ist aus Stein gefertigt. |        |

## Wirtschaft
| Ackerbau, Viehzucht und Fischerei                                                  | 0228  | 017,13 |
| Industrie                                                                          | 0153  | 011,50 |
| Bauwirtschaft                                                                      | 085   | 06,39  |
| Dienstleistungsbetriebe                                                            | 0865  | 064,99 |
| Total                                                                              | 1.331 | 100,00 |
| * Daten aus dem Statistischen Amt für Wirtschaftliche Entwicklung in Galicien, IGE |       |        |

## Verkehr
Die Autovía A-6 von Madrid nach Arteixo durchquert das Gemeindegebiet von Ost nach West mit einer Abfahrt in der Parroquia Castrillón. Parallel verläuft die Nationalstraße N-VI. Weitere wichtigen Verbindungen sind die Provinzstraße LU-546 von Lugo nach Sarria über Láncara und die LU-CP-1611, die O Páramo mit Castroverde verbindet.
Die Bahnstrecke von Madrid nach A Coruña durchquert die Gemeinde ohne derzeitigen Haltepunkt.